# Петренко, Олег Владимирович
Оле́г Влади́мирович Петре́нко (род. 17 мая 1970) — российский дипломат. Чрезвычайный и полномочный посланник 2 класса (2021).

## Биография
Окончил Московский государственный институт международных отношений (МГИМО) МИД России в 1997 году. Владеет английским и французским языками. На дипломатической работе с 1997 года.
Работал на различных должностях в центральном аппарате МИД России и за рубежом.
В 1997—2002 годах — атташе, начальник консульского отдела Посольства России в Бенине.
В 2011—2015 годах — советник, старший советник Посольства России в Центральноафриканской Республике.
В 2015—2019 годах — начальник отдела в Департаменте Африки МИД России.
В 2019—2023 годах — советник-посланник Посольства России в Гвинее.
В 2023—2025 годах — главный советник в Департаменте Африки МИД России.
С 25 марта 2025 года — чрезвычайный и полномочный посол Российской Федерации в Государстве Эритрея.

## Дипломатический ранг
- Чрезвычайный и полномочный посланник 2 класса (28 декабря 2021)[3].